# Trương Kinh Lênh
Rini Fatimah Zaelani (sinh ngày 1 tháng 8 năm 1982), được biết đến với tên chuyên nghiệp là Syahrini, là một ca sĩ và diễn viên người Indonesia. Cô trải qua thời thơ ấu ở Sukabumi, và sau đó lấy bằng cử nhân luật tại Đại học Pakuan ở Bogor. Album đầu tiên của cô là My Lovely, được phát hành vào năm 2008. Ngoài ra, trong đĩa hát của cô là bài hát "Tatapan Cinta", xuất hiện trong album nhạc phim tổng hợp của bộ phim Coklat Stroberi (Chocolate Strawberry).